# Bunkerkvinnan
Bunkerkvinnan är en svensk dokumentärserie som hade premiär på TV3 och Viaplay den 24 oktober 2024, och som består av tre avsnitt.

## Handling
Serien kretsar kring Isabel Eriksson som 2015 blev drogad och kidnappad av doktor Martin Trenneborg under deras andra dejt. När hon vaknar upp befinner hon sig i en bunker, som Trenneborg ägnat flera år åt att bygga. Planen var att hålla Isabel men även andra kvinnor inlåsta där. Efter en vecka i fångenskap lyckas Isabel fly. 2016 dömdes Trenneborg i tingsrätten till 10 års fängelse för människorov. Ett straff hovrätten senare sänkte till åtta år. I utländsk press benämndes Martin Trenneborg som Sweden's Fritzl. I serien berättar Isabel Eriksson, som fortfarande inte kan leva ett normalt liv, sin historia.